# NGC 5240
NGC 5240 (również PGC 47971 lub UGC 8587) – galaktyka spiralna z poprzeczką (SBc), znajdująca się w gwiazdozbiorze Psów Gończych. Odkrył ją William Herschel 1 maja 1785 roku. Należy do galaktyk Seyferta typu 2.